# Sheila Leirner
Sheila Leirner (São Paulo, 1948) é uma curadora, jornalista e crítica de arte brasileira.
Vive e trabalha em Paris desde 1991. Estudou cinema, sociologia da arte e urbanismo na França e, em 1975, tornou-se crítica de arte no jornal O Estado de S. Paulo. Ingressou na Associação Brasileira de Críticos de Arte, recebendo o prêmio Melhor Crítico do Ano dado pela ABCA e pela Secretaria da Cultura do Estado. Na ocasião da entrega dos prêmios ABCA 2009, recebeu homenagem da mesma Associação que, novamente, distinguiu o seu trabalho crítico.
Foi curador-geral de duas bienais internacionais de São Paulo (1985 e 1987), obtendo o prêmio Personalidade Artística do Ano na América Latina, dado pela Associação Argentina de Críticos de Arte, e a condecoração Chevalier de l'Ordre des Arts et Lettres do governo francês.
Membro do International Council of Museums, representante da Galerie nationale du Jeu de Paume para a América Latina de 1993 a 1999, entrou para a Associação Internacional de Críticos de Arte e, em 1992, para a AICA (secção França). É autor de apresentações de artistas, ensaios e traduções publicados em revistas e suplementos nacionais e internacionais como D'Ars, Beaux-Arts Magazine, Europe Magazine Littéraire, DNA, Ars, Revista da USP, Jornal de Resenhas (Folha de S. Paulo), Cadernos de Literatura Brasileira, entre outros.
Curador de exposições, membro de júris e conferencista convidada na América Latina, África, Estados Unidos, Ásia e Europa, realizou o vídeo Trilogia Amorosa (no acervo do Museu de Arte Contemporânea da Universidade de São Paulo).
Em Paris, integra a comissão internacional de seleção para as bolsas UNESCO-ASCHBERG organizado pelo Fundo internacional para a promoção da cultura da Unesco e a comissão regional da Ile-de-France, encarregada de examinar os projetos do "1% artístico" dos ministérios franceses do Interior e da Educação Nacional.

## Livros
- Visão da Terra, participação na antologia de ensaios (Ed. Atelier de Arte e Edições, Rio de Janeiro, 1977)
- Arte como Medida, Coleção Debates/Crítica (Ed. Perspectiva, São Paulo, 1983)
- Arte e seu Tempo, Coleção Debates/Crítica (Ed. Perspectiva, São Paulo, 1991)
- Enciclopédia Arco Data Latino Americana, coordenação geral da parte dedicada ao Brasil (Madri, 1993)
- Ars in Natura, participação na antologia de ensaios (Ed. Mazzota, Milano, 1996)
- Horizontes del arte latinoamericano, participação na antologia de ensaios (Ed. Tecnos, Madrid, 1999)
- Lateinamerikanische Kunst, participação na antologia de ensaios (Ed. Prestel, Munique, 1993)
- Leopoldo Nóvoa (Fundação Caixa Galícia, Corunha, Espanha, 1999)
- Millôr Fernandes, participação na antologia de ensaios (Cadernos de Literatura Brasileira, Instituto Moreira Salles, São Paulo, 2003)
- Céu acima - Para um tombeau de Haroldo de Campos, participação na antologia de ensaios (Ed. Perspectiva, São Paulo, 2005)
- 35 Segredos para chegar a Lugar Nenhum, participação na antologia de contos (Editora Bertrand Brasil, Rio de Janeiro, 2007).
- O Surrealismo, com J. Guinsburg. Antologia de ensaios, coleção Stylus (Editora Perspectiva, São Paulo, 2008).
- Felícia Leirner. Textos Poéticos e Aforismos, participação na antologia de textos críticos e biográficos sobre a autora (Editora Perspectiva, São Paulo, 2014).
- Direi Tudo e um Pouco Mais, Crônicas, coleção Paralelos 34 (Editora Perspectiva, São Paulo, 2017).
- Como Matei minha Mãe, Romance (Editora Iluminuras, São Paulo, 2022).

## Principais catálogos
- "I Trienal de Tapeçaria de São Paulo", apresentação, Museu de Arte Moderna, São Paulo, 1976
- "Fantastic Art in Latin America", coletiva, Museu de Indianápolis, USA, 1983
- "3.4 Grandes Formatos", coletiva,Centro Empresarial Rio, Rio de Janeiro, 1983
- Participação no catálogo da coleção do Museu de Arte Contemporânea da USP, 1984
- Catálogos das 18a e 19a Bienais Internacionais de São Paulo, 1985 e 1987
- "Arthur A. Barrio", Kate Art Gallery, São Paulo, 1989
- "Painterly/Pictorico" (Brazil Projects/90), coletiva, Municipal Art Gallery de Los Angeles e Museu de Arte de São Paulo (MASP), 1990
- "O Pequeno Infinito e o Grande Circunscrito", coletiva, Galeria Arco, São Paulo, 1990
- "A Forma Selvagem", Marcia Grostein, Museu de Arte de São Paulo (Masp), 1994
- "Los siete dias de la creacion", Instituto de Cooperacion Iberoamericana, Buenos Aires, 1990
- "Joan Miró", comemoração do primeiro centenário do nascimento do artista, UNESCO, 1993
- "Ameriques Latines, art contemporain", Hôtel des Arts, exposição ligada à retrospectiva "Art Latinoamericain" no Centro Pompidou durante o quinto centenário do "Rencontre des Deux Mondes", Paris, 1993
- "Art Latinoamericain" (Art contemporain), coletiva, Musée Ludwig, Taschen, Colônia, 1994
- "Anna Maria Maiolino, Desenhos" - Galeria Debret, Paris, 1995
- "Escultura Brasileira - Perfil de uma identidade", coletiva, Centro Cultural BID Banco Interamericano de Desenvolvimento, Washington D.C. - EUA, 1997
- "Iris Sara Schiller" - CRÉDAC - Centre de Recherche, d'Échange et de Diffusion pour l'Art Contemporain, Ivry-sur-Seine, 1995 · XXVI FIAC, (com Christine Frérot) Paris, 1999
- "Emaranhados", Anésia Pacheco Chaves, Pinacoteca do Estado de São Paulo, 2002
- "Caminhos do Contemporâneo 1952-2002", coletiva, Paço Imperial, Rio de Janeiro, 2002
- "2080", coletiva, Museu de Arte Moderna, São Paulo, 2003
- "Onde está você, Geração 80?", coletiva, CCBB, Rio de Janeiro, 2004
- Catálogos para as exposições monográficas "Julio Le Parc": Bienal do Mercosul, Porto Alegre; Pinacoteca do Estado, São Paulo; Galeria Nara Roesler, SP; Museu de Belas-Artes de Buenos Aires; Museu de Belas-Artes de Mendoza.

## Colaborações
Caderno 2, O Estado de S. Paulo , Jornal da Tarde, Guia das Artes, Módulo, Artworld/MundoArte (New York), Revista do Masp, Arcolatina (Madrid), Arte en Colombia, D'Ars, Bravo!, República, Vogue, Beaux-Arts Magazine, Ars, Revista da Usp, Jornal de Resenhas (Folha de S.Paulo), Cadernos de Literatura Brasileira - Instituto Moreira Salles (Número 15, dedicado a Millôr Fernandes).

## Condecorações
- Em 1991 é feita Dama (Chevalier) da Ordem das Artes e das Letras, da França.